# Relicina schizospatha
Relicina schizospatha är en lavart som först beskrevs av Kurok., och fick sitt nu gällande namn av Hale. Relicina schizospatha ingår i släktet Relicina och familjen Parmeliaceae.   Inga underarter finns listade i Catalogue of Life.